# FC Bayern München (basquete)
A equipe de basquetebol do Bayern de Munique foi fundada em 1946  na cidade de Munique, Alemanha e disputa a BBL e a EuroLiga. Manda seus jogos no Audi Dome com capacidade de 6.700 espectadores.

## História
Embora o Bayern tenha sido fundado em 27 de fevereiro de 1900, foi em 1946 que movido pelo pioneiro e entusiasta Franz Kronberger inicious as atividades do basquete no clube bávaro.

## Títulos

### Liga Alemã
- Campeão (7): 1954, 1955, 2014, 2018, 2019, 2024, 2025
- Finalista (1):2014-15

### Copa da Alemanha
- Campeão (5): 1968, 2018,2021, 2023, 2024
- Finalista (2):2016, 2017

### Supercopa da Alemanha
- Finalista (1): 2014

### 2.Bundesliga ProA
- Campeão (1): 2010-11

## Histórico de temporadas
| Temporada | Nível | Liga         | Pos. | Clas. Final       | Copa da Alemanha  | Competições Europeias | Competições Europeias |
| --------- | ----- | ------------ | ---- | ----------------- | ----------------- | --------------------- | --------------------- |
| 1999–00   | 2     | 2.Bundesliga | 9º   |                   |                   |                       |                       |
| 2000–01   | 3     | Regionalliga |      |                   |                   |                       |                       |
| 2001–02   | 3     | Regionalliga |      |                   |                   |                       |                       |
| 2002–03   | 3     | Regionalliga | 2º   |                   |                   |                       |                       |
| 2003–04   | 3     | Regionalliga | 1º   | Promovido Campeão |                   |                       |                       |
| 2004–05   | 2     | 2.Bundesliga | 15   | Rebaixado         |                   |                       |                       |
| 2005–06   | 4     | Regionalliga | 2º   |                   |                   |                       |                       |
| 2006–07   | 4     | Regionalliga | 2º   |                   |                   |                       |                       |
| 2007–08   | 4     | Regionalliga | 1º   | Promovido Campeão |                   |                       |                       |
| 2008–09   | 2     | ProA         | 8    |                   |                   |                       |                       |
| 2009–10   | 2     | ProA         | 8    |                   |                   |                       |                       |
| 2010–11   | 2     | ProA         | 1    | Promovido Campeão |                   |                       |                       |
| 2011–12   | 1     | Bundesliga   | 5    | Quartas de Finais |                   | 2 EuroCopa            | TR                    |
| 2012–13   | 1     | Bundesliga   | 4    | Semifinalista     | Terceiro colocado | 1 Euroliga            | T16                   |
| 2013–14   | 1     | Bundesliga   | 1    | Campeão           | Quarto colocado   | 1 EuroLiga            | TOP 16                |
| 2014–15   | 1     | Bundesliga   | 3    | Finalista         | Quartas de finais | 1 Euroliga            | T16                   |
| 2015–16   | 1     | Bundesliga   | 4    | Semifinalista     | Finalista         | 2 Eurocup             | QF                    |
| 2016–17   | 1     | Bundesliga   | 3    | Semifinalista     | Finalista         | 2 EuroCopa            | QF                    |
| 2017–18   | 1     | Bundesliga   | 1    | Campeão           | Campeão           | 2 EuroCup             | Semifinais            |
| 2018-19   | 1     | Bundesliga   | 1    | Campeão           | Oitavas de finais | 1 EuroLiga            | TR                    |
| 2019-20   | 1     | Bundesliga   | 1    | Oitavas de finais | Oitavas de finais | 1 EuroLiga            | TR                    |
| 2020-21   | 1     | Bundesliga   | 4    | Finalista         | Finalista         | 1 EuroLiga            | QF                    |
| 2021-22   | 1     | Bundesliga   | 3    | Finalista         |                   | 1 EuroLiga            | QF                    |
| 2022-23   | 1     | Bundesliga   | 3    | Semifinalista     | Campeão           | 1 EuroLiga            | TR                    |
| 2023-24   | 1     | Bundesliga   | 1    | Campeão           | Campeão           | 1 EuroLiga            | TR                    |
| 2024-25   | 1     | Bundesliga   | 1    | Campeão           | Semifinalista     | 1 EuroLiga            | Pi                    |

## Equipes de base
O FC Bayern de Munique mantém projetos de categorias de base nos gêneros masculino e feminino, além de ter acordos de cooperação com outras equipes profissionais. Atualmente o clube possui acordo com SB DJK Rosenheim (Regionalliga Sul-Oeste), TSV Jahn Freising (2.Regionalliga Sudeste-Sul) e a equipe austríaca do DC Timberwolves Vienna que joga na 2.Bundesliga austríaca.

### FC Bayern München II
Equipe formada pós maior estruturação e investimento na modalidade assim que a Bundesliga passou a ser um alvo da equipe bávara no final da década de 2000.

#### Histórico de Temporadas
| Temporada | Nível | Liga           | Pos. | Resultado         |
| --------- | ----- | -------------- | ---- | ----------------- |
| 2008-09   | 5     | 2.Regionalliga | 7º   |                   |
| 2009-10   | 5     | 2.Regionalliga | 7º   |                   |
| 2010-11   | 5     | 2.Regionalliga | 9º   |                   |
| 2011-12   | 5     | 2.Regionalliga | 7º   | Oitavas de Final  |
| 2012-13   | 4     | Regionalliga   | 3º   |                   |
| 2013-14   | 4     | Regionalliga   | 2º   |                   |
| 2014–15   | 4     | Regionalliga   | 2º   |                   |
| 2015–16   | 4     | Regionalliga   | 1º   | Promovido campeão |
| 2016–17   | 3     | ProB           | 5º   | Oitavas de Finais |
| 2017–18   | 3     | ProB           | 9    |                   |
| 2018–19   | 3     | ProB           | 4    | Quartas de finais |
| 2019-20   | 3     | ProB           | 8º   |                   |
| 2020-21   | 3     | ProB           | 8º   |                   |
| 2021-22   | 3     | ProB           | 12º  |                   |
| 2022-23   | 3     | ProB           | º    |                   |